# Alfa Romeo 145
L'Alfa Romeo 145 est une berline compacte bicorps et trois portes produite par Alfa Romeo de 1994 à 2001. Ce modèle est caractérisé par de larges surfaces vitrées. La 145 est déclinée en neuf motorisations 4-cylindres : essence boxer et Twin Spark (en), la cylindrée variant de 1 351  à   1 970 cm3, et Diesel de 1 910 ou 1 929 cm3.

## Présentation
Elle est présentée au Mondial de l'automobile de Paris 1994, et lancée en octobre 1994 sur le marché français.
Les premières Alfa Romeo 145 sont mues par le mythique moteur boxer (quatre cylindres à plat) (versions 1.3 et 1.6 ; 1.7 à 16 soupapes et deux ACT par rangée de cylindre), connu pour sa sonorité si particulière.
Ces moteurs sont remplacés par la génération Twin Spark (T.Spark) 16V à double allumage (deux bougies par cylindre) et variateur de phase (à commande électro-hydraulique, géré par une unité Motronic (en)), d'une sonorité remarquable également. Les différentes cylindrées de ce moteur (1.4, 1.6, 1.8 et 2.0) développent entre 103 et 155 ch (76 à 114 kW). Plus de 90 % du couple maximum est disponible entre 2 500 et 3 000 tr/min. Certains moteurs 1.8 et 2.0 T.Spark bénéficient de l'admission variable (en).
Un moteur Diesel turbocompressé 1.9 L (1.9 TD : 90 ch, 66 kW) et un moteur 1.9 JTD (105 ch, 77 kW) sont aussi disponibles.
Côté châssis, la 145 est basée sur la plate-forme de la Fiat Tipo (partagée également par l'Alfa Romeo 155 ainsi que les jumelles Fiat Bravo/Brava et Lancia Delta II), d'où un poids élevé (jusqu'à 1 245 kg) au détriment des performances globales. Celles-ci sont néanmoins honorables, surtout pour les versions sportives.
Au cours de l'année 1998, la finition est améliorée et l'intérieur remodelé. Par la suite, en 1999, les pare-chocs sont redessinés, lui donnant ainsi une forme plus arrondie. Techniquement, le véhicule est aussi amélioré (coussins gonflables de sécurité (« airbags ») latéraux et répartiteur de freinage notamment). À partir de là, l'intérieur est doté d'une touche de chrome (cerclage des compteurs et aérateurs) et les diesels de nouvelle génération JTD font leur apparition.
Sa variante à 5 portes, légèrement plus longue, est l'Alfa 146.

## Modèles particuliers
Quadrifoglio : c'est un modèle sportif, doté du moteur T.Spark 2 litres (150 ou 155 ch) à deux arbres contrarotatifs d'équilibrage (en), d'un châssis sport, de l'ABS de série, de sièges semi-baquet et d'éléments de carrosserie particuliers (petit aileron, bas de caisse spécifiques avec le fameux trèfle à quatre feuilles).
Junior : série spéciale construite à 5 167 exemplaires, équipée du moteur T.Spark 1,4 litre délivrant 103 ch, d'un châssis sport, de sièges semi-baquets siglés Junior, de jantes spécifiques quinze pouces et d'éléments de carrosserie particuliers (bas de caisse spécifiques, rétroviseurs couleur carrosserie, etc.). L'équipement de la voiture est basé sur celui du 1,4 litre classique.
Kit Sport : c'est un modèle sportif, reprenant les caractéristiques du Quadrifoglio, avec un châssis surbaissé et un kit carrosserie spécial (pare-chocs AV et AR, bas de caisse, aileron). Préparé en 1998 par Galliker. Destiné exclusivement au marché suisse.
Séries limitées : plusieurs séries limitées ont été commercialisées en petites quantités (moins de cinq cents exemplaires), dont deux en collaboration avec le préparateur allemand Zender (Limited 500, et Edizione Sportiva uniquement pour l'Allemagne).

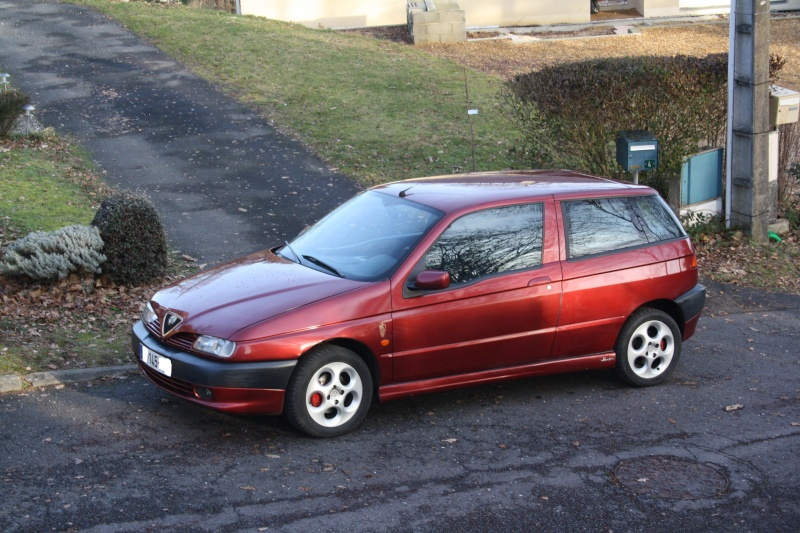
Alfa 145 Junior : bas de caisse siglés Junior, jantes spécifiques et châssis sport de la version Quadrifoglio.

## Design

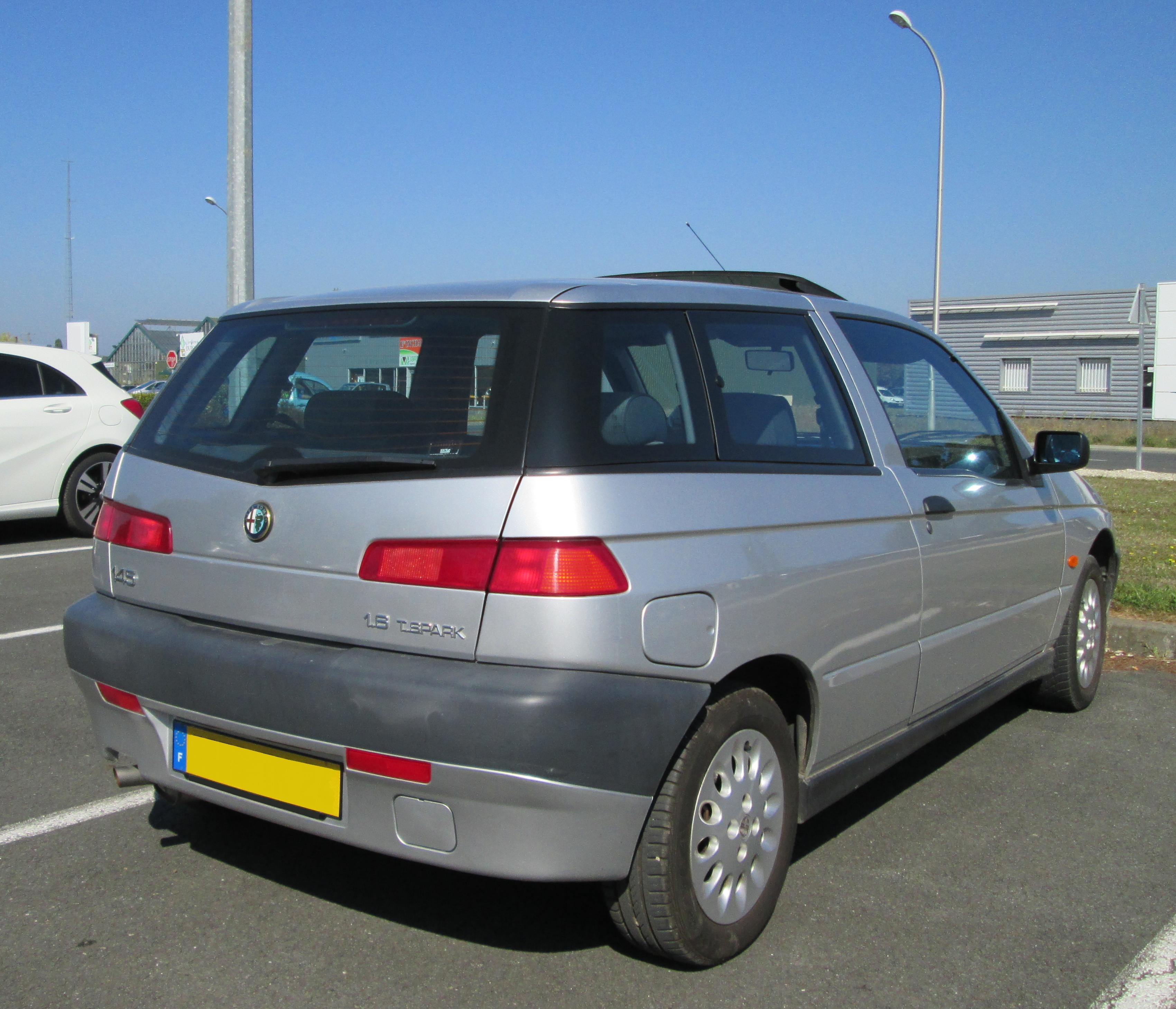
Alfa 145 T.Spark 1.6.

La 145 a été dessinée par Chris Bangle. Elle comporte un museau agressif et quelques détails stylistiques singuliers tels que la découpe de portière au niveau de la vitre avant, la continuité des vitres arrière avec la custode et la lunette arrière, la découpe en « V » de celle-ci (reprise sur la 147 et de nombreux véhicules chez d'autres marques). L'écusson arrière cache la serrure du hayon.